# 安達十六
安達 十六（あだち じゅうろく、1883年（明治16年）1月18日 - 1964年4月6日）は、日本の陸軍軍人。舞鶴要塞司令官を務め、階級は陸軍少将に至る。陸軍教授安達松太郎の子で、弟に安達十九陸軍中将・第18軍司令官安達二十三陸軍中将が、義理の叔父に陸軍大臣石本新六陸軍中将男爵がいる。石本寅三陸軍中将・石本五雄陸軍少将は従兄弟。

## 経歴
千葉県に生まれ、陸軍士官学校に学び1902年11月22日卒業する。1903年6月26日陸軍砲兵少尉に任官する。士官候補生第14期の安達の同期には古荘幹郎大将・西尾寿造大将・山田乙三大将らがいる。安達は以後砲兵将校として累進、1928年8月10日陸軍砲兵大佐に進級し、陸軍兵器本廠附を命ぜられる。1930年3月6日から第4師団野砲兵第4連隊長に移り、1932年4月11日から近衛野砲連隊長に就任する。1933年8月1日陸軍少将・舞鶴要塞司令官を経て1934年8月1日待命、同年9月30日予備役編入となる。1942年4月、第21回衆議院議員総選挙に石川県第1区から非推薦で出馬したが落選した。
1947年（昭和22年）11月28日、公職追放仮指定を受けた。